# Fortunaziano di Aquileia
Fortunaziano di Aquileia (inizio IV secolo – 369) è stato un vescovo romano, vescovo di Aquileia dal 342 al 369.

## Biografia
Originario dell'Africa, Fortunaziano fu eletto vescovo in coincidenza con gravi tumulti scoppiati negli edifici di culto aquileiesi. Nel 343 partecipò al concilio di Sardica (l'antico nome della attuale città di Sofia) e  sottoscrisse gli atti finali contro gli ariani. Nel 345 Fortunaziano ospitò ad Aquileia Atanasio di Alessandria, sostenitore dell'ortodossia contro l'arianesimo.
Lo stesso papa Liberio manifestò apprezzamenti ed elogi nei confronti di Fortunaziano in una lettera indirizzata ad Eusebio di Vercelli.
Nel 358, dopo la morte di Costante, al contrario, Fortunaziano passò al partito degli anti-atanasiani, sottoscrivendo il credo ariano di Sirmio unitamente ad altri vescovi.
Il nome di Fortunaziano è legato anche all'ampliamento della Basilica di Aquileia.
Girolamo, nel De viris inlustribus (cap. 97, p. 47, r. 9) afferma che Fortunaziano compose un commento ai Vangeli brevi sermone et rustico. Questo venne considerato uno dei primi esempi del passaggio dal latino al friulano; nel 2012, però, Lukas J. Dorfbauer ha riconosciuto in un manoscritto conservato a Köln, Erzbischöfl. Diözesan- und Dombibl. 17, un testimone del commento di Fortunaziano e nel 2017 ha fornito un'edizione dei Commentarii fortunazianei. Il filologo, sulla base del testo tràdito dal manoscritto, ritiene che la descrizione di Girolamo riguardi più lo stile del latino che possibili influenze del sermo rusticus aquileiese dell'epoca.